# 15724 Zille
15724 Zille è un asteroide della fascia principale. Scoperto nel 1990, presenta un'orbita caratterizzata da un semiasse maggiore pari a 2,3333309 UA e da un'eccentricità di 0,1016827, inclinata di 5,40444° rispetto all'eclittica.